# Niagara Falls, New York
Niagara Falls, New York là một thành phố thuộc quận Niagra trong tiểu bang New York, Hoa Kỳ. Thành phố có tổng diện tích 43,5 km², trong đó diện tích đất là 36,4 km² và diện tích mặt nước là 7,1 km². Theo điều tra dân số Hoa Kỳ năm 2010, thành phố có dân số 50.193 người. Thành phố Niagara Falls cách Niagra Falls, Ontario qua bên kia sông Niagara, cả hai thành phố đối diện qua sông này đều được đặt tên theo thác Niagara nổi tiếng mà hai thành phố này chia sẻ. Thành phố là một phần của khu vực thống kê đô thị Buffalo-Niagara Falls và Tây New York.